# Duckweed
Pour plus de détails, voir Fiche technique et Distribution.
Duckweed (乘风破浪, « Marche contre le vent, brise les vagues ») est un film chinois réalisé par Han Han et sorti le 28 janvier 2017.

## Synopsis
L'histoire de la réconciliation d'un père et de son fils. Ah Lang, un jeune homme d'une petite ville, croit que son père Ah Zheng ne l'a jamais réellement compris. Au cours d'un accident mortel, il réalise la vie difficile que son père a eu autrefois.
Le film débute quand Xu Tailang (Deng Chao) remporte le championnat de rallye de Chine 2022 sous les yeux de son père âgé, Xu Zhengtai (Eddie Peng). Par la suite, alors qu'il transporte son père dans sa voiture, un train les percute quand ils passent sur un passage à niveau. Alors qu'il est transporté à l'hôpital, il s'imagine remonter le temps en 1998 dans sa ville natale. Ainsi commence ses aventures comiques avec son jeune père (Eddie Peng) et les gens de cette époque, en même temps qu'il rencontre sa mère qu'il n'a connu car elle s'est suicidée pendant une dépression périnatale après sa naissance. Il découvre progressivement comment vivait son père à l'époque, combien il aimait sa mère (Zhao Liying), pourquoi il a passé six ans en prison, et finit par mieux le comprendre et acquiert du respect pour lui.

## Distribution
- Deng Chao : Xu Tailang
- Eddie Peng : Xu Zhengtai
- Zhao Liying : Xiao Hua
- Dong Zijian
- Zack Gao
- Zhang Benyu
- Li Ronghao
- Mason Lee
- Jin Shijie (crédité sous le nom de « Roi Shihchieh »)
- Fang Li
- Joshua Yi
- Alice Xiong
- Sun Yihan
- Li Chunai

## Box-office
Le film est l'un des plus gros succès chinois de l'année, totalisant un milliard de yuans moins d'un mois après sa sortie.

## Réception
Le film reçoit des critiques positives en Chine et à l'étranger. Sur Rotten Tomatoes, le film obtient le score de 93%. Maggie Lee de Variety rapporte qu'il est « plus décontracté et insouciant que toutes les superproductions du Nouvel An lunaire qui se bousculent pour le premier jour des vacances. Le film est parsemé de notes de grâce spirituelles et est populaire sans être trop insidieux ou idiot ».